# UDP glukuronoziltransferaza 1 familija, polipeptid A1
UDP-glukuronoziltransferaza 1-1 takođe poznata kao UGT-1A je enzim koji je kod ljudi kodiran UGT1A1 genom.
UGT-1A je uridin difosfat glukuronoziltransferaza (UDP-glukuronoziltransferaza, UDPGT), enzim glukuronidacionog pata koji transformiše male lipofilne (u masti rastvorlkive) molekule kao što su steroidi, bilirubin, hormoni, i lekovi, u vodi rastvorne, izlučive metabolite.

## Literatura
- Tukey RH, Strassburg CP (2000). „Human UDP-glucuronosyltransferases: metabolism, expression, and disease.”. Annu. Rev. Pharmacol. Toxicol. 40: 581—616. PMID 10836148. doi:10.1146/annurev.pharmtox.40.1.581.
- Kadakol A, Ghosh SS, Sappal BS, Sharma G, Chowdhury JR, Chowdhury NR (2000). „Genetic lesions of bilirubin uridine-diphosphoglucuronate glucuronosyltransferase (UGT1A1) causing Crigler-Najjar and Gilbert syndromes: correlation of genotype to phenotype.”. Hum. Mutat. 16 (4): 297—306. PMID 11013440. S2CID 24275067. doi:10.1002/1098-1004(200010)16:4<297::AID-HUMU2>3.0.CO;2-Z.
- King CD, Rios GR, Green MD, Tephly TR (2001). „UDP-glucuronosyltransferases.”. Curr. Drug Metab. 1 (2): 143—61. PMID 11465080. doi:10.2174/1389200003339171.
- Bosma PJ (2003). „Inherited disorders of bilirubin metabolism.”. J. Hepatol. 38 (1): 107—17. PMID 12480568. doi:10.1016/S0168-8278(02)00359-8.
- Innocenti F, Ratain MJ (2003). „Irinotecan treatment in cancer patients with UGT1A1 polymorphisms.”. Oncology (Williston Park, N.Y.). 17 (5 Suppl 5): 52—5. PMID 12800608.
- Lee W, Lockhart AC, Kim RB, Rothenberg ML (2005). „Cancer pharmacogenomics: powerful tools in cancer chemotherapy and drug development.”. Oncologist. 10 (2): 104—11. PMID 15709212. doi:10.1634/theoncologist.10-2-104.
- Navarro SL, Peterson S, Chen C, Makar KW, Schwarz Y, King IB, Li SS, Li L, Kestin M, Lampe JW (2009). „Cruciferous vegetable feeding alters UGT1A1 activity: diet and genotype-dependent changes in serum bilirubin in a controlled trial.”. Cancer Prev. Res. 2 (4): 345—52. PMC 2666928 . PMID 19336732. doi:10.1158/1940-6207.CAPR-08-0178.
- Barbarino JM, Haidar CE, Klein TE, Altman RB (март 2014). „PharmGKB summary: very important pharmacogene information for UGT1A1”. Pharmacogenet Genomics. 24 (3): 177—83. PMC 4091838 . PMID 24492252. doi:10.1097/FPC.0000000000000024.

## Spoljašnje veze
- UGT nomenclature homepage
- PharmGKB page for UGT1A1